# Gromada Biała Górna
Gromada Biała Górna war eine Verwaltungseinheit in der Volksrepublik Polen zwischen 1954 und 1959. Verwaltet wurde die Gromada vom Gromadzka Rada Narodowa, dessen Sitz sich in Biała Górna befand und aus 10 Mitgliedern bestand.

Die Gromada Biała Górna gehörte zum Powiat Kłobucki in der Woiwodschaft Katowice (damals Stalinogród) und bestand aus der ehemaligen Gromadas Biała Dolna und Biała Górna der aufgelösten Gmina Kamyk.

Zum 31. Dezember 1959 wurde die Gromada aufgelöst und in die Gromada Kamyk eingegliedert.